# 上本町
上本町（うえほんまち）は、大阪府大阪市天王寺区の地域名。または、天王寺区の町名。現行行政地名は上本町一丁目から上本町九丁目。また、大阪上本町駅周辺は上町台地の頂に達する位置である。

## 地理
北は長堀通（上本町1交差点）から南は勝山通（五條宮前交差点）付近まで上町筋に沿った南北約2kmの細長い町。千日前通（上本町6交差点）以北は、上町筋の東側が上本町（1 - 5丁目）、西側が中央区上本町西（1 - 5丁目）、以南は両側とも上本町（6 - 9丁目）となっている。

## 歴史
古代、周辺は上町台地の頂に達する位置であり、中世は豊臣初期の大坂城下における幹線道路であった八町目条に沿って、早くから町並みが形成されていた。1598年（慶長3年）以降、下町の船場へ城下の中心が移ると、上町（上町台地）の中心の意から上本町と呼ばれるようになった。
近世の上本町は、上本町筋（現：上町筋）沿いに内本町通（馬場町交差点）から農人橋通（法円坂交差点）までが1丁目、久宝寺橋通（上町交差点）までが2丁目、安堂寺橋通までが3丁目、空堀跡（上本町3交差点）までが4丁目で、4丁目は北半・南半に分かれていた。周囲を大坂城代・京橋口定番・大坂町奉行の武家屋敷に囲まれた上本町は、仕舞屋の多い閑静な町だった。
4丁目南半の南は札之辻町と続き、空堀跡に位置する札之辻町の西側には瓦土取場（瓦屋藤右衛門請地）や西成郡吉右衛門肝煎地の畑地が広がっていた。
生玉中寺町 (12ヶ寺)、生玉寺町 (14ヶ寺)、天王寺寺町 (14ヶ寺)、下寺町 (25ヶ寺)、札之辻町の南は八丁目寺町(上本町筋八丁目寺町とも。13ヶ寺) と続き、八丁目寺町の東側に八丁目中寺町 (15ヶ寺)、八丁目東寺町 (11ヶ寺) が連続して形成されていた。現在の町名では八丁目寺町が上本町西4 - 5丁目・上本町4 - 5丁目、八丁目中寺町が上本町5丁目・城南寺町・東高津町、八丁目東寺町が城南寺町に含まれている。さらに、真田丸跡を挟んで小橋寺町（12ヶ寺）も形成され（現在の餌差町）、大坂の陣後の1616年（元和2年）に形成されたこれらの寺町は、弱点と言われた大坂城南の防御を考慮した配置であると考えられている。
八丁目寺町の南は東成郡東高津村となり、上本町筋は同郡天王寺村・南平野町村を通り、四天王寺東門前に至った。

### 沿革
- 1871年（明治4年） 上本町1 - 2丁目が兵部省管轄地となり、上本町3 - 4丁目のみとなる。
- 1872年（明治5年） 上本町3丁目を上本町1丁目に、上本町4丁目・札之辻町を統合して上本町筋2 - 3丁目に再編。
- 1873年（明治6年） 八丁目寺町の北部・八丁目中寺町の北部・八丁目東寺町の全域が西成郡吉右衛門肝煎地、八丁目寺町の南部・八丁目中寺町の南部が東成郡東高津村に分割編入される。
- 1879年（明治12年） 上本町1丁目が東区、上本町筋2 - 3丁目が南区に所属。
- 1882年（明治15年） 吉右衛門肝煎地が清堀村に改称。
- 1889年（明治22年） 清堀村が東成郡へ転属。東高津村・北平野町村・南平野町村が合併して東平野町、天王寺村・阿部野村が合併して天王寺村となる。
- 1897年（明治30年） 清堀村の全域・東平野町の全域・天王寺村の一部が大阪市に編入され、清堀村の全域・東平野町の全域が東区、天王寺村の一部が南区に所属。
- 1900年（明治33年） 東区上本町4 - 6丁目・南区上本町7丁目・東区上本町8 - 10丁目が成立。
- 1925年（大正14年） 東区上本町5 - 6丁目・南区上本町7丁目・東区上本町8 - 10丁目が天王寺区へ転属。同区上本町5 - 10丁目となる。
- 1943年（昭和18年） 南区上本町筋2 - 3丁目の上町筋以東が天王寺区上本町筋2 - 3丁目、東区上本町4丁目の上町筋以東が天王寺区上本町4丁目・同以西が南区上本町4丁目、天王寺区上本町5 - 6丁目の上町筋以西が南区上本町5 - 6丁目となる。
- 1944年（昭和19年） 東区上本町1丁目を上町に、天王寺区上本町10丁目を東門町に改称。
- 1965年（昭和40年） 天王寺区上本町筋2 - 3丁目を上本町2 - 3丁目に改称。
- 1981年（昭和56年） 天王寺区上本町2 - 9丁目を上本町1 - 9丁目の現行町名に再編。
- 1982年（昭和57年） 南区上本町筋2 - 3丁目・同区上本町4 - 6丁目を上本町西1 - 5丁目の現行町名に改編。
- 1984年（昭和59年） 天王寺区東門町を四天王寺2丁目に改称。
- 1989年（平成元年） 南区上本町西1 - 5丁目が中央区へ転属。

## 寺町
現在、寺町の八丁目寺町13ヶ寺のうち6ヶ寺および八丁目中寺町15ヶ寺のうち2ヶ寺が当町に含まれている。
八丁目寺町（13ヶ寺）
- 大福寺（上本町4丁目）
- 念仏寺（上本町4丁目）
- 実相寺（上本町4丁目）
- 天性寺（上本町4丁目）
- 光明寺（上本町5丁目）
- 正念寺（上本町5丁目）
- 大念寺（上本町西4丁目）
- 長楽寺（大阪府池田市畑） - 移転。元の所在地は上本町西4丁目。
- 白雲寺（大阪市東住吉区北田辺4丁目） - 移転。元の所在地は上本町西4丁目。
- 専念寺（上本町西4丁目）
- 誓願寺（上本町西4丁目）
- 源光寺（上本町西4丁目）
- 西光院（上本町西5丁目）

八丁目中寺町（15ヶ寺）
- 天然寺（城南寺町）
- 梅松院（城南寺町）
- 慶恩院（城南寺町）
- 超善寺（城南寺町） - 現在は本覚寺・伝光寺と合併して顕祥寺となっており、超善寺跡は顕祥寺本坊として利用されている。
- 長安寺（城南寺町）
- 蓮生寺（城南寺町）
- 竹林寺（上本町5丁目）
- 妙中寺（上本町5丁目）
- 大通寺（城南寺町）
- 栄松院（城南寺町）
- 極楽寺（城南寺町）
- 龍渕寺（城南寺町）
- 誓安寺（城南寺町）
- 誓福寺（城南寺町）
- 無量寺（東高津町）

## 世帯数と人口
2019年（平成31年）3月31日現在の世帯数と人口は以下の通りである。
| 丁目         | 世帯数    | 人口    |
| ------------ | --------- | ------- |
| 上本町一丁目 | 155世帯   | 321人   |
| 上本町二丁目 | 175世帯   | 305人   |
| 上本町三丁目 | 230世帯   | 452人   |
| 上本町四丁目 | 35世帯    | 59人    |
| 上本町五丁目 | 693世帯   | 1,245人 |
| 上本町六丁目 | 867世帯   | 1,448人 |
| 上本町七丁目 | 481世帯   | 1,025人 |
| 上本町八丁目 | 758世帯   | 1,582人 |
| 上本町九丁目 | 685世帯   | 1,478人 |
| 計           | 4,079世帯 | 7,915人 |

### 人口の変遷
国勢調査による人口の推移。
| 1995年（平成7年）  | 4,718人 | [ 5 ] |  |
| 2000年（平成12年） | 5,602人 | [ 6 ] |  |
| 2005年（平成17年） | 6,397人 | [ 7 ] |  |
| 2010年（平成22年） | 7,225人 | [ 8 ] |  |
| 2015年（平成27年） | 7,896人 | [ 9 ] |  |

### 世帯数の変遷
国勢調査による世帯数の推移。
| 1995年（平成7年）  | 2,047世帯 | [ 5 ] |  |
| 2000年（平成12年） | 2,618世帯 | [ 6 ] |  |
| 2005年（平成17年） | 3,089世帯 | [ 7 ] |  |
| 2010年（平成22年） | 3,750世帯 | [ 8 ] |  |
| 2015年（平成27年） | 4,113世帯 | [ 9 ] |  |

## 事業所
2016年（平成28年）現在の経済センサス調査による事業所数と従業員数は以下の通りである。
| 丁目         | 事業所数  | 従業員数 |
| ------------ | --------- | -------- |
| 上本町一丁目 | 32事業所  | 624人    |
| 上本町二丁目 | 16事業所  | 168人    |
| 上本町三丁目 | 34事業所  | 296人    |
| 上本町四丁目 | 23事業所  | 108人    |
| 上本町五丁目 | 111事業所 | 1,648人  |
| 上本町六丁目 | 547事業所 | 7,685人  |
| 上本町七丁目 | 38事業所  | 248人    |
| 上本町八丁目 | 100事業所 | 935人    |
| 上本町九丁目 | 77事業所  | 707人    |
| 計           | 978事業所 | 12,419人 |

## コミュニティ放送
2015年、うえほんまちハイハイタウン、新歌舞伎座、大阪情報コンピュータ専門学校の協賛で上本町地域のコミュニティ放送「ほんまええとこ うえほんまち」が発足した。
タレントの中将タカノリと竹内まりなが司会を担当し月2回YouTubeで放送されている。

## 施設
上本町1丁目 - 上本町5丁目付近

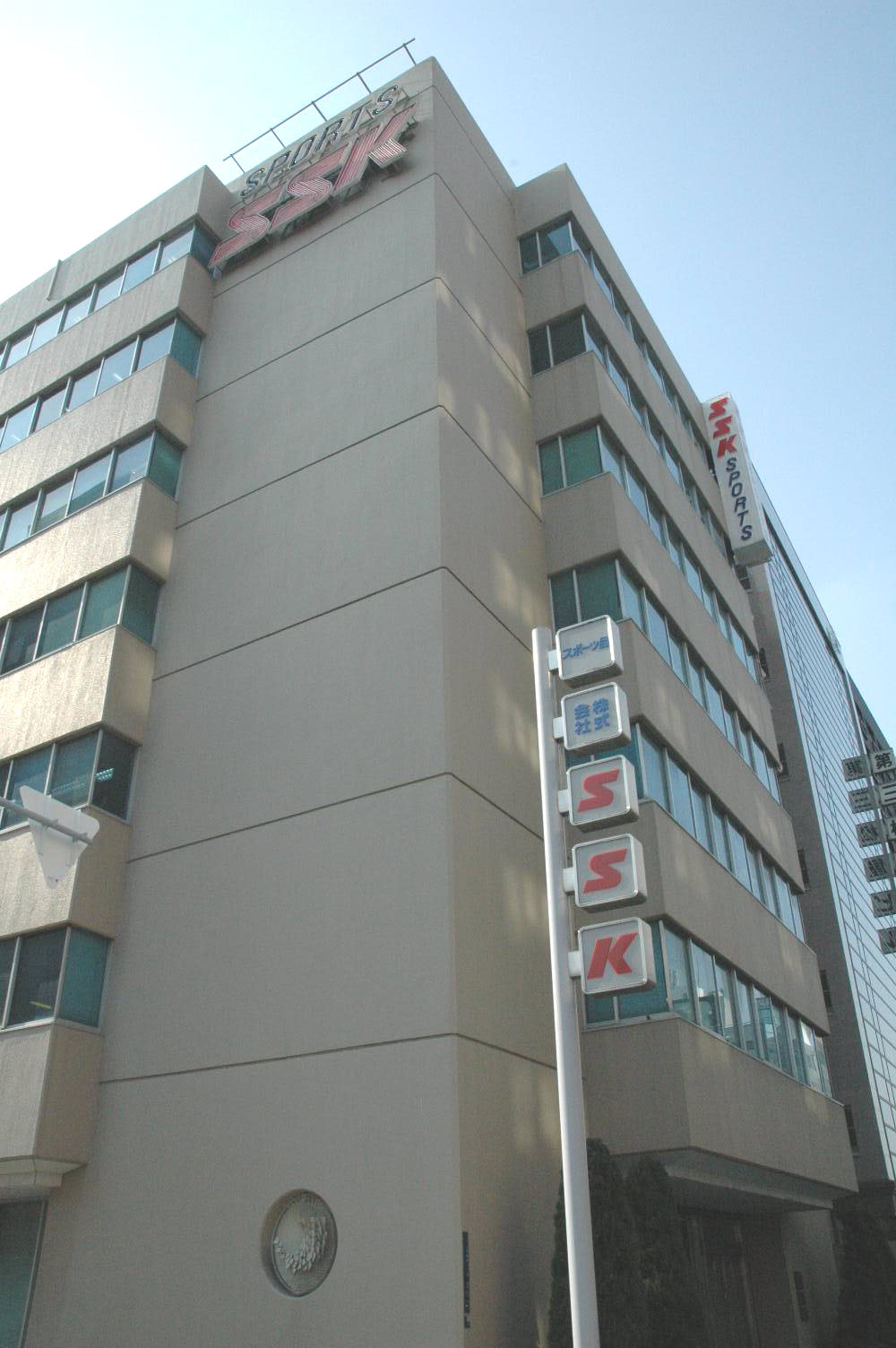
SSK本社

周辺は、学校や寺院が多い。4丁目と5丁目西半は八丁目寺町、5丁目東半は八丁目中寺町のそれぞれ一部になる。
- 大阪府立清水谷高等学校（清水谷町）
- 明星中学校・高等学校（餌差町）
- 大阪府立高津高等学校（餌差町）
- SSK本社（上本町西1丁目）
- 馬渕教室 上本町校（上本町5丁目）
- 山田念珠堂（東高津町）

上本町6丁目付近
近鉄大阪上本町駅と地下鉄谷町九丁目駅周辺。街の中心である大阪上本町駅の所在地が上本町6丁目であり、その駅前の交差点が「上本町6」であることから、そこから少し離れた所までも、上六（うえろく）とも呼ばれる。
大阪上本町駅は近鉄のターミナルであるため、周辺は商業施設が立ち並び、繁華街となっている。また、学習塾や予備校が立地する関西有数の塾激戦区ともなっている。特に関西の中学受験市場では、西宮北口駅と大阪上本町（谷町九丁目）は2大メッカともいえる激戦区で、西宮北口駅同様、遠く（時には他府県からも）から大手塾の上本町の校舎に電車で通学する小学生は少なくない（上本町や西宮の校舎は規模も大きく、他地域では受けられない講座やクラスが存在したりする為）。
上本町7丁目 - 上本町9丁目付近
周辺は公共施設が多い。
- 上宮高等学校（上之宮町）
- 大阪市立天王寺図書館（上之宮町）
- ウェリス上本町ローレルタワー (上本町7丁目)
- 大阪国際交流センター（上本町8丁目）
- 天王寺消防署（上本町8丁目）
- 天王寺郵便局（上汐5丁目）
- 大阪警察病院（北山町）
- 大阪府立夕陽丘高等学校（北山町）
- 天王寺区役所（真法院町）
- 五條宮（真法院町）
- 大阪信用金庫本店（上本町８丁目）
- 近鉄タクシー本社（上本町9丁目）
- 天王寺警察署（六万体町）

### 周辺にある主な施設
（※括弧内の住所表記のないものは基本的に上本町6丁目内）

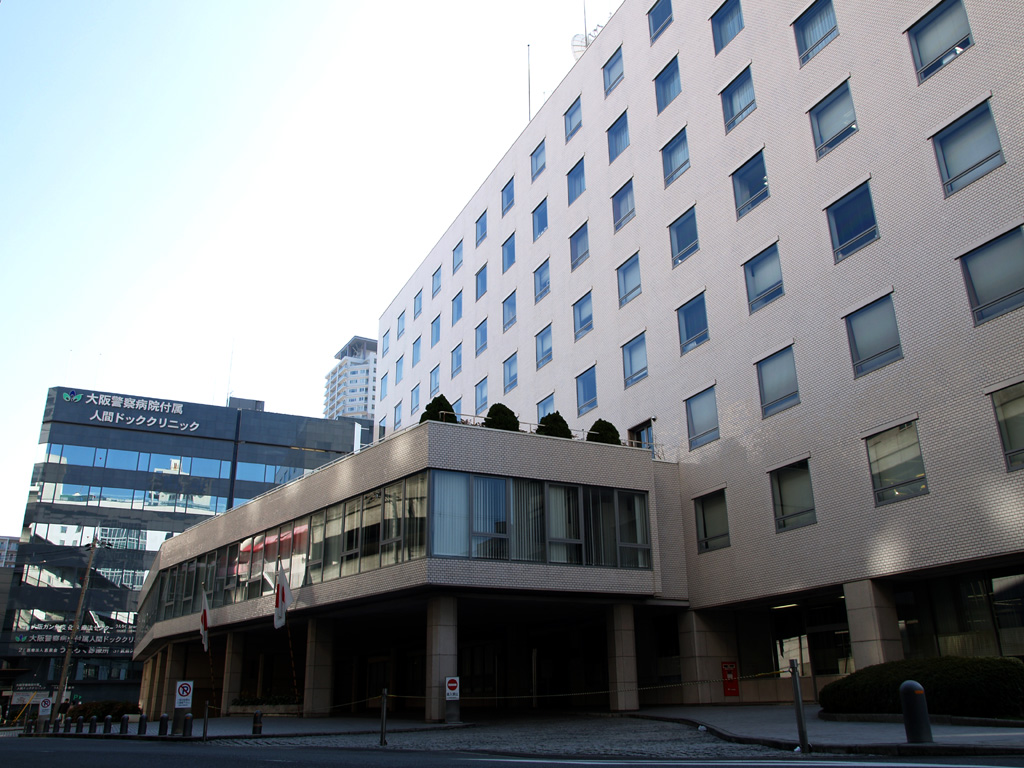
近鉄本社

- 近鉄本社ビル（石ケ辻町）（近鉄本社所在地は登記上は上本町六丁目一番地の五十五号）
- 大阪赤十字病院（筆ケ崎町）
- 聖バルナバ病院（細工谷1丁目）
- 上本町わたなべクリニック（上之宮町）

商業施設・ホテル等
- うえほんまちハイハイタウン
- 上本町YUFURA・新歌舞伎座
- 近鉄百貨店上本町店
- シェラトン都ホテル大阪
- 上本町バスセンター（観光バス駐車場）

予備校・学習塾
- 河合塾 上本町校（上汐3丁目）
- 駿台予備校 上本町校（谷町9丁目）
- Z会 上本町教室（上本町西5丁目）
- 研伸館 上本町校（石ケ辻町）

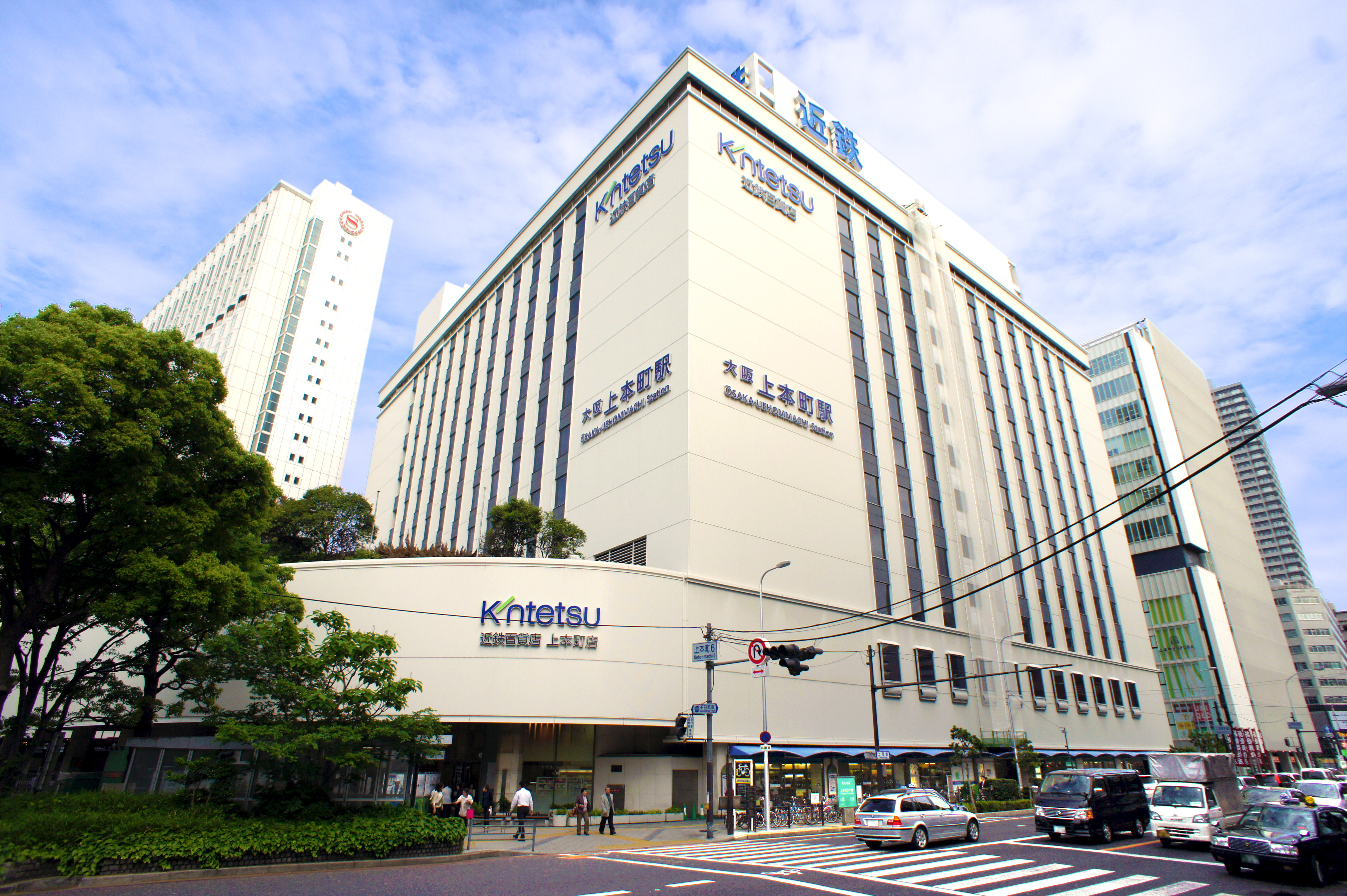
近鉄大阪上本町駅・近鉄百貨店上本町店

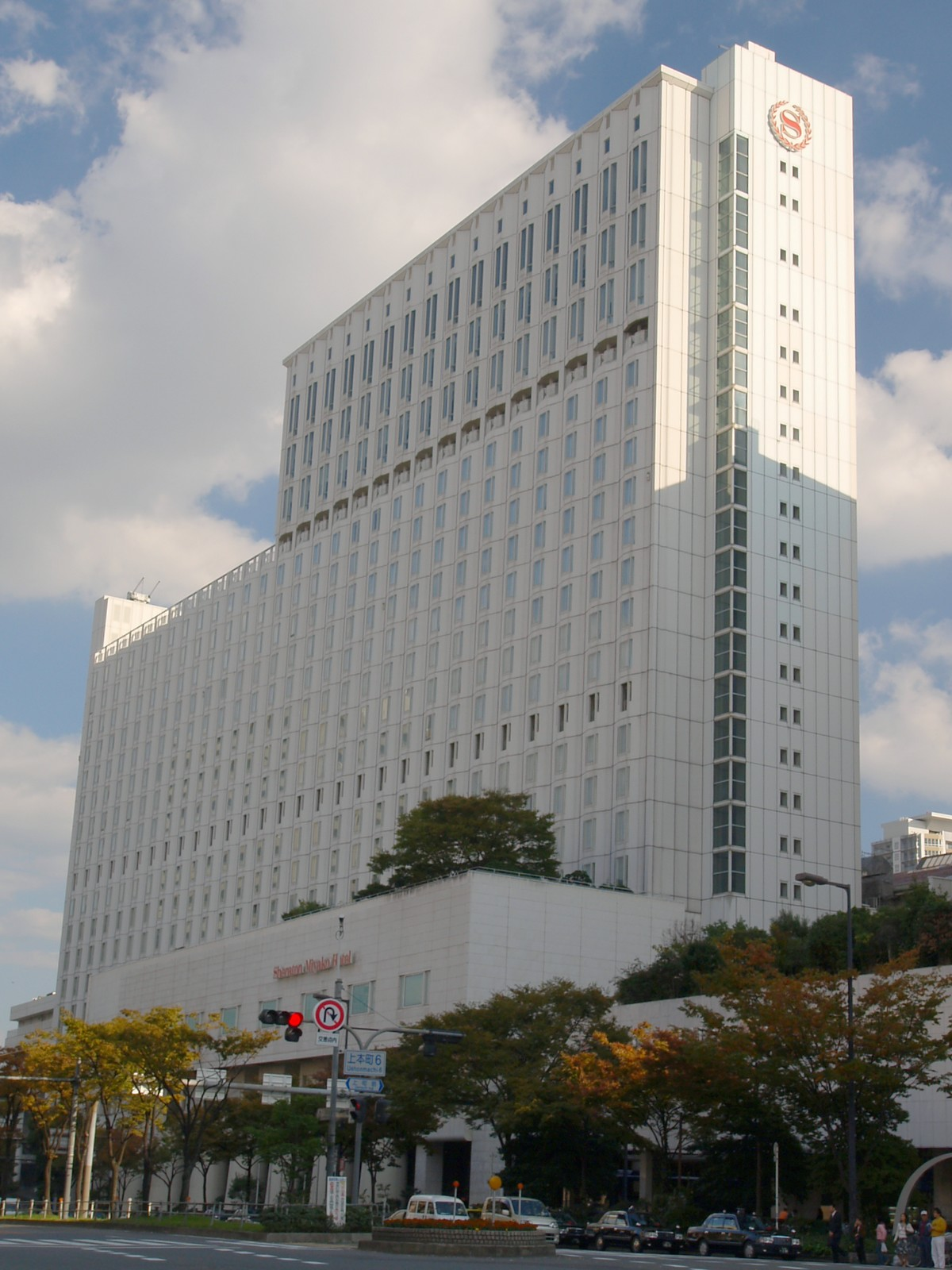
シェラトン都ホテル大阪

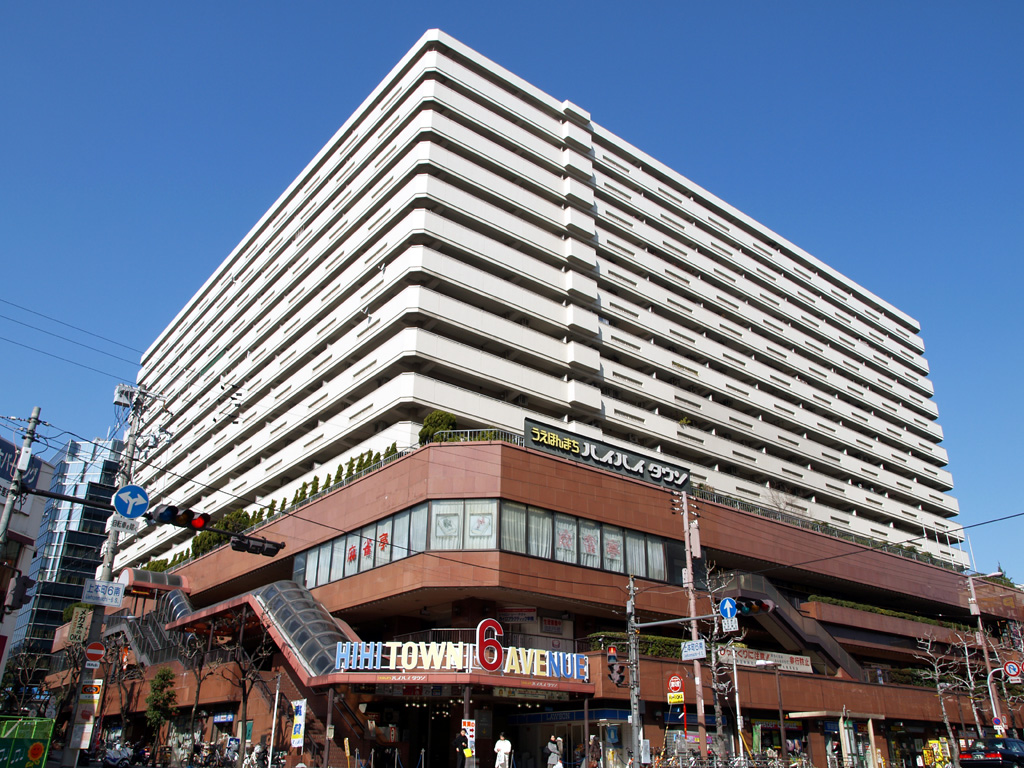
うえほんまちハイハイタウン

- 東進衛星予備校 上本町駅北口校（上本町西5丁目）、上本町駅南校
- 日能研 上本町校（上本町西5丁目）
- 関西進学セミナー 上本町教室（小橋町2丁目）
- スクールM
- 浜学園 上本町本部（石ケ辻町）
- 希学園 谷九教室（生玉前町）
- 能開センター 上本町校
- 馬渕教室 上本町校（上本町5丁目）
- FELIX 上本町校
- 京進スクール・ワン 谷町九丁目教室（谷町9丁目）
- フィリオアカデミー（上汐3丁目）
- SS-1 大阪谷町教室（上汐3丁目）
- 稲田塾 上本町校

学校
- 大阪情報コンピュータ専門学校
- 清風中学校・高等学校（石ケ辻町）

## その他

### 日本郵便
- 〒543-0001[3]（集配局：天王寺郵便局[11]）